# Giro del Belgio
Il Giro del Belgio (ufficialmente Belgium Tour, fr. Tour de Belgique, nl. Ronde van België) è una corsa a tappe maschile di ciclismo su strada che si svolge annualmente in Belgio. È inserito nel calendario dell'UCI Europe Tour, come gara di classe 2.HC.

## Storia
La prima edizione per professionisti si svolse nel 1908, dopo due edizioni riservate ai dilettanti nel 1906 e 1907. Fu sospeso durante la prima e la seconda guerra mondiale, rispettivamente dal 1915 al 1918 e dal 1940 al 1944. Corsa originariamente di notevole prestigio, perse blasone già fin dagli anni del secondo dopoguerra, quando venne svolta in concomitanza con il Giro d'Italia. Per evitare ciò gli organizzatori nel 1962 spostarono la corsa ad aprile.
Nel 1984 la corsa venne spostata ad agosto. Dal 1988 al 1990 fu organizzata da Het Nieuwsblad, e nota anche con la denominazione di Torhout Werchter Classic. La prova non venne disputata dal 1991 al 2001, mentre dal 2002 si svolge tra fine maggio e metà giugno. La maglia del leader è di colore rosso.

## Albo d'oro
Aggiornato all'edizione 2025.
| Anno      | Vincitore                                           | Secondo                               | Terzo                                 |
| --------- | --------------------------------------------------- | ------------------------------------- | ------------------------------------- |
| 1908      | Lucien Petit-Breton                                 | Gustave Garrigou                      | Eugène Platteau                       |
| 1909      | Paul Duboc                                          | Jean Alavoine                         | Cyrille Van Hauwaert                  |
| 1910      | Jules Masselis                                      | Henri Devroye                         | Nestor Rosart                         |
| 1911      | René Vandenberghe                                   | Eugène Christophe                     | Maurice Leturgie                      |
| 1912      | Odile Defraye                                       | Henri Pélissier                       | André Blaise                          |
| 1913      | Dieudonné Gauthy                                    | Émile Masson                          | Marcel Buysse                         |
| 1914      | Louis Mottiat                                       | Jean Rossius                          | Paul Deman                            |
| 1915-18   | non disputata a causa della prima guerra mondiale   |                                       |                                       |
| 1919      | Émile Masson                                        | Hector Heusghem                       | Jules Van Hevel                       |
| 1920      | Louis Mottiat                                       | Albert De Jonghe                      | Léon Despontin                        |
| 1921      | René Vermandel                                      | Émile Masson                          | Jules Van Hevel                       |
| 1922      | René Vermandel                                      | Émile Masson                          | Theophile Beeckman                    |
| 1923      | Émile Masson                                        | Félix Sellier                         | Nicolas Frantz                        |
| 1924      | Félix Sellier                                       | Nicolas Frantz                        | Adelin Benoît                         |
| 1925      | Denis Verschueren                                   | Maurice Dewaele                       | Auguste Verdijck                      |
| 1926      | Jean De Busschere                                   | Félix Sellier                         | Maurice Depauw                        |
| 1927      | Paul Matton                                         | Rémy Van Impe                         | Joseph Dervaes                        |
| 1928      | Jules Van Hevel                                     | Julien Delbecque                      | René Vermandel                        |
| 1929      | Armand Van Bruaene                                  | Maurice Dewaele                       | Raymond Decorte                       |
| 1930      | Émile Joly                                          | Émile Decroix                         | Hector Van Rossem                     |
| 1931      | Maurice Dewaele                                     | Kamiel De Graeve                      | Jean Wauters                          |
| 1932      | Léon Louyet                                         | Jozef Horemans                        | Eugène Gijbels                        |
| 1933      | Jean Aerts                                          | Alfons Deloor                         | Georges Ronsse                        |
| 1934      | François Gardier                                    | Antoine Dignef                        | Alfons Deloor                         |
| 1935      | Jef Moerenhout                                      | Henri Garnier                         | Jean Wauters                          |
| 1936      | Émile Decroix                                       | Robert Wierinckx                      | Frans Bonduel                         |
| 1937      | Adolf Braeckeveldt                                  | René Walschot                         | Georges Christiaens                   |
| 1938      | François Neuville                                   | Albert Ritserveldt                    | Frans Demondt                         |
| 1939      | Joseph Somers                                       | Antoine Dignef                        | Maurice Clautier                      |
| 1940-44   | non disputate a causa della seconda guerra mondiale |                                       |                                       |
| 1945      | Norbert Callens                                     | Sylvain Grysolle                      | Désiré Keteleer                       |
| 1946      | Albert Ramon                                        | Jan Engels                            | Julien Hamelryckx                     |
| 1947      | Maurice Van Herzele                                 | Albert Ramon                          | Émile Rogiers                         |
| 1948      | Stan Ockers                                         | Lucien Matthijs                       | André Declerck                        |
| 1949      | Ernest Sterckx                                      | Raymond Impanis                       | Roger Gyselinck                       |
| 1950      | Albert Dubuisson                                    | René Oreel                            | Roger Gyselinck                       |
| 1951      | Lucien Matthijs                                     | Marcel De Mulder                      | Omer Braeckeveldt                     |
| 1952      | Henri Van Kerckhove                                 | Marcel De Mulder                      | Georges Vermeersch                    |
| 1953      | Florent Rondele                                     | Alberic Schotte                       | Pino Cerami                           |
| 1954      | Henri Van Kerckhove                                 | Rik Van Looy                          | Marcel Hendrickx                      |
| 1955      | Alex Close                                          | Marcel Ernzer                         | Richard Van Genechten                 |
| 1956      | André Vlaeyen                                       | Joseph Planckaert                     | Jean Brankart                         |
| 1957      | Pino Cerami                                         | Jean Vliegen                          | Firmin Bral                           |
| 1958      | Noël Foré                                           | Armand Desmet                         | Jan Zagers                            |
| 1959      | Armand Desmet                                       | Peter Van Der Plaetsen                | Camiel Buysse                         |
| 1960      | Alfons Sweeck                                       | André Messelis                        | Willy Truye                           |
| 1961      | Rik Van Looy                                        | Armand Desmet                         | Willy Schroeders                      |
| 1962      | Noël Foré                                           | Peter Post                            | Guillaume Van Tongerloo               |
| 1963      | Peter Post                                          | Huub Zilverberg                       | Frans De Mulder                       |
| 1964      | Benoni Beheyt                                       | Peter Post                            | Gilbert Desmet                        |
| 1965      | Jean Stablinski                                     | Gilbert Desmet                        | Roger De Breuker                      |
| 1966      | Vittorio Adorni                                     | Rolf Wolfshohl                        | Joseph Huysmans                       |
| 1967      | Carmine Preziosi                                    | Herman Van Springel                   | Jan Janssen                           |
| 1968      | Wilfried David                                      | Marinus Wagtmans                      | Herman Van Springel                   |
| 1969      | Eric De Vlaeminck                                   | Wim Schepers                          | Herman Van Springel                   |
| 1970      | Eddy Merckx                                         | Walter Godefroot                      | Eric De Vlaeminck                     |
| 1971      | Eddy Merckx                                         | Herman Van Springel                   | Ferdinand Bracke                      |
| 1972      | Roger Swerts                                        | Willy De Geest                        | Joop Zoetemelk                        |
| 1973      | Leif Mortensen                                      | Herman Van Springel                   | René Pijnen                           |
| 1974      | Roger Swerts                                        | Ronald De Witte                       | Ferdinand Bracke                      |
| 1975      | Freddy Maertens                                     | Michel Pollentier                     | Frans Verbeeck                        |
| 1976      | Michel Pollentier                                   | Wilfried David                        | Freddy Maertens                       |
| 1977      | Walter Planckaert                                   | Guido Van Sweevelt                    | Cees Priem                            |
| 1978      | André Dierickx                                      | Freddy Maertens                       | Dietrich Thurau                       |
| 1979      | Daniel Willems                                      | Herman Van Springel                   | Fons De Wolf                          |
| 1980      | Gerrie Knetemann                                    | Francesco Moser                       | Daniel Willems                        |
| 1981      | Ad Wijnands                                         | Ronny Claes                           | Gery Verlinden                        |
| 1982-83   | non disputate                                       |                                       |                                       |
| 1984      | Eddy Planckaert                                     | Marc Sergeant                         | Ronny Van Holen                       |
| 1985      | Ludo Peeters                                        | Phil Anderson                         | Rudy Matthijs                         |
| 1986      | Nico Emonds                                         | Marc Sergeant                         | Nico Verhoeven                        |
| 1987      | non disputata                                       |                                       |                                       |
| 1988      | Frans Maassen                                       | Eric Van Lancker                      | Alan Peiper                           |
| 1989      | Sean Yates                                          | Frans Maassen                         | Johan Museeuw                         |
| 1990      | Frans Maassen                                       | Volodymyr Pulnikov                    | Adriano Baffi                         |
| 1991-2001 | non disputate                                       |                                       |                                       |
| 2002      | Bart Voskamp                                        | Ludo Dierckxsens                      | Sylvain Chavanel                      |
| 2003      | Michael Rogers                                      | Bart Voskamp                          | Robert Bartko                         |
| 2004      | Sylvain Chavanel                                    | Bart Voskamp                          | Max van Heeswijk                      |
| 2005      | Tom Boonen                                          | Bert Roesems                          | Linas Balčiūnas                       |
| 2006      | Maarten Tjallingii                                  | Sébastien Rosseler                    | Max van Heeswijk                      |
| 2007      | Vladimir Gusev                                      | Maarten Tjallingii                    | Leif Hoste                            |
| 2008      | Stijn Devolder                                      | Greg Van Avermaet                     | Sergej Ivanov                         |
| 2009      | Lars Boom                                           | Koos Moerenhout                       | Dominique Cornu                       |
| 2010      | Stijn Devolder                                      | Dominique Cornu                       | Bram Tankink                          |
| 2011      | Philippe Gilbert                                    | Greg Van Avermaet                     | Björn Leukemans                       |
| 2012      | Tony Martin                                         | Lieuwe Westra                         | Carlos Barredo                        |
| 2013      | Tony Martin                                         | Luis León Sánchez                     | Philippe Gilbert                      |
| 2014      | Tony Martin                                         | Tom Dumoulin                          | Sylvain Chavanel                      |
| 2015      | Greg Van Avermaet                                   | Tiesj Benoot                          | Gaëtan Bille                          |
| 2016      | Dries Devenyns                                      | Reto Hollenstein                      | Stijn Vandenbergh                     |
| 2017      | Jens Keukeleire                                     | Rémi Cavagna                          | Tony Martin                           |
| 2018      | Jens Keukeleire                                     | Jelle Vanendert                       | Dion Smith                            |
| 2019      | Remco Evenepoel                                     | Victor Campenaerts                    | Tim Wellens                           |
| 2020      | annullata per la Pandemia di COVID-19               | annullata per la Pandemia di COVID-19 | annullata per la Pandemia di COVID-19 |
| 2021      | Remco Evenepoel                                     | Yves Lampaert                         | Gianni Marchand                       |
| 2022      | Mauro Schmid                                        | Tim Wellens                           | Quinten Hermans                       |
| 2023      | Mathieu van der Poel                                | Søren Wærenskjold                     | Casper Pedersen                       |
| 2024      | Søren Wærenskjold                                   | Mathias Vacek                         | Alex Aranburu                         |
| 2025      | Filippo Baroncini                                   | Ethan Hayter                          | Jenno Berckmoes                       |

### Vittorie per nazione
Aggiornato al 2024
| Pos. | Paese         | Vittorie |
| ---- | ------------- | -------- |
| 1    | Belgio        | 69       |
| 2    | Paesi Bassi   | 9        |
| 3    | Francia       | 4        |
| 4    | Germania      | 3        |
| 4    | Italia        | 3        |
| 6    | Danimarca     | 1        |
| 6    | Gran Bretagna | 1        |
| 6    | Australia     | 1        |
| 6    | Russia        | 1        |
| 6    | Svizzera      | 1        |
| 6    | Norvegia      | 1        |